# Jazz (음반)
| 평가 점수                     | 평가 점수 |
| 출처                          | 점수      |
| ----------------------------- | --------- |
| AllMusic                      | [ 5 ]     |
| Chicago Tribune               | [ 6 ]     |
| Christgau's Record Guide      | C+        |
| Encyclopedia of Popular Music | [ 8 ]     |
| The Guardian                  | [ 9 ]     |
| The Rolling Stone Album Guide | [ 10 ]    |
| Uncut                         | [ 11 ]    |
| Rolling Stone                 | Positive  |

《Jazz》는 영국의 록 밴드 퀸의 일곱 번째 스튜디오 음반이다. 1978년 11월 10일, 영국의 EMI 레코드와 미국의 엘렉트라 레코드에 의해 발매되었다. 로이 토머스 베이커가 프로듀싱한 이 커버 아트는 이전에 베를린 장벽에 그려진 비슷한 디자인을 본 로저 테일러가 제안했다. 이 음반의 다양한 음악 스타일은 찬사와 비판을 번갈아 받았다. 이 음반은 영국 음반 차트에서 2위, 미국 빌보드 200 차트에서 6위에 올랐다.

## 녹음
《Jazz》 리허설은 1978년 7월, 첫째 주에 시작되었다. 그 전 달인 6월, 밴드는 막대한 세금 청구서를 받았고, 그 후 영국 밖에서 녹음하기로 결정했다. 브라이언 메이가 세금 관련 문제로 인해 7월 2일, 영국에서 쫓겨날 것이기 때문에 그들은 신속한 결정을 내려야 했다. 이것은 그의 첫 아이인 지미가 태어난 직후였다. 메이가 캐나다로 이주하면서 밴드의 나머지 멤버들은 음반 리허설을 시작하기 위해 프랑스 니스로 날아갔다. 메이는 곧 리허설에 참가했다.
밴드는 근처의 몽트뢰 재즈 페스티벌에 참석했고, 이는 음반의 제목에 영감을 주었을 것으로 보인다. 그곳에서 그들은 투어 날짜 사이에 1979년 음반 《Lodger》를 작업하던 데이비드 보위를 우연히 만났다. 보위는 그들에게 몽트뢰의 마운틴 스튜디오에서 녹음하도록 설득했다.
밴드가 몽트뢰로 이동하기 전, 그들은 〈Don't Stop Me Now〉, 〈Fat Bottomed Girls〉, 〈In Only Seven Days〉, 〈More of That Jazz〉의 예비 녹음을 마쳤다. 이 음반의 제작은 재즈 페스티벌 다음 날 몽트뢰로 옮겨졌다. 메이의 31번째 생일인 7월 19일, 밴드는 1978년 투르 드 프랑스의 18번째 무대에 참석했고, 프레디 머큐리가 리드 싱글 〈Bicycle Race〉를 작곡하도록 영감을 주었다.
이후 3주 동안 마운틴 스튜디오에서 〈Fun It〉, 〈Jealousy〉, 〈Let Me Entertain You〉를 주로 작업했다. 밴드는 며칠간 휴가를 냈는데, 특히 7월 26일, 테일러의 29번째 생일을 축하하는 동안 몽트뢰 호텔을 파괴했다. 머큐리는 파티 도중 호텔 내 컷글라스 샹들리에에서 그네를 타는 모습이 포착된 것으로 알려졌다.
8월 중순에 짧은 휴가를 보낸 후, 밴드는 프랑스로 돌아가 슈퍼 베어 스튜디오에서 일했다. 그들은 나머지 한 달 동안 〈Mustapha〉, 〈Bicycle Race〉, 〈If You Can't Beat Them〉, 〈Dead on Time〉, 〈Dreamer's Ball〉을 녹음했다(이전 완성곡 목록 기준).
밴드는 9월에 곡들의 오버더빙을 완료했고, 9월 14일에 마스터링을 위해 뉴욕으로 보내기 전에 리드 싱글을 일찍 혼합했다. 그들은 그 달 중순부터 나머지 음반을 섞었다. 《Jazz》는 10월 14일, 슈퍼 베어 스튜디오에서 마스터링 세션 중에 공식적으로 완성되었다.

## 곡 목록
언급하지 않는 한 모든 리드 보컬은 프레디 머큐리이다.
| #  | 제목                       | 작사·작곡     | 리드 보컬             | 재생 시간 |
| -- | -------------------------- | ------------- | --------------------- | --------- |
| 1. | 〈Mustapha〉               | 프레디 머큐리 |                       | 3:03      |
| 2. | 〈Fat Bottomed Girls〉     | 브라이언 메이 | 머큐리, 브라이언 메이 | 4:14      |
| 3. | 〈Jealousy〉               | 머큐리        |                       | 3:14      |
| 4. | 〈Bicycle Race〉           | 머큐리        |                       | 3:04      |
| 5. | 〈If You Can't Beat Them〉 | 존 디콘       |                       | 4:15      |
| 6. | 〈Let Me Entertain You〉   | 머큐리        |                       | 3:01      |

| #   | 제목                        | 작사·작곡   | 리드 보컬           | 재생 시간 |
| --- | --------------------------- | ----------- | ------------------- | --------- |
| 7.  | 〈Dead on Time〉            | 메이        |                     | 3:23      |
| 8.  | 〈In Only Seven Days〉      | 디콘        |                     | 2:30      |
| 9.  | 〈Dreamer's Ball〉          | 메이        |                     | 3:30      |
| 10. | 〈Fun It〉                  | 로저 테일러 | 로저 테일러, 머큐리 | 3:29      |
| 11. | 〈Leaving Home Ain't Easy〉 | 메이        | 메이                | 3:15      |
| 12. | 〈Don't Stop Me Now〉       | 머큐리      |                     | 3:29      |
| 13. | 〈More of That Jazz〉       | 테일러      | 테일러              | 4:12      |

## 인증
| 국가                                                                                         | 인증     | 판매량/출하량 |
| -------------------------------------------------------------------------------------------- | -------- | ------------- |
| 오스트리아 (IFPI 오스트리아)                                                                 | 골드     | 25,000*       |
| 벨기에                                                                                       | —        | 55,000        |
| 캐나다 (뮤직 캐나다)                                                                         | 플래티넘 | 100,000^      |
| 프랑스 (SNEP)                                                                                | 골드     | 100,000*      |
| 독일 (BVMI)                                                                                  | 골드     | 330,000       |
| 이탈리아 (FIMI)                                                                              | 골드     | 25,000        |
| 일본 (RIAJ)                                                                                  | 골드     | 100,000^      |
| 네덜란드 (NVPI)                                                                              | 플래티넘 | 100,000^      |
| 폴란드 (ZPAV)                                                                                | 플래티넘 | 20,000*       |
| 스위스 (IFPI 스위스)                                                                         | 플래티넘 | 50,000^       |
| 영국 (BPI)                                                                                   | 골드     | 100,000^      |
| 미국 (RIAA)                                                                                  | 플래티넘 | 1,000,000^    |
| *판매량을 기반으로 한 인증 · ^출하량을 기반으로 한 인증 · 판매량+스트리밍을 기반으로 한 인증 |          |               |